# Zoilo Hilario
Zoilo Hilario (San Fernando, 27 juni 1892 - 13 juni 1963) was een Filipijns schrijver, politicus en jurist.

## Biografie
Zoilo Hilario werd geboren op 27 juni 1892 in San Fernando in de Filipijnse provincie Pampanga. Zijn ouders waren Tiburcio Hilario en diens tweede vrouw Aduana Sangalang. Hilario behaalde een Bachelor of Arts-diploma aan het Liceo de Manila en studeerde aansluitend rechten aan het Escuela de Derecho. Na het behalen van zijn bachelor-diploma rechten in 1911 slaagde hij in 1912 tevens voor het toelatingsexamen van de Filipijnse balie (bar exam).
Na het voltooien van zijn studie was Hilario werkzaam als advocaat. Daarnaast schreef hij voor de Spaanstalige kranten El Imparcial en El Paladin. Ook was hij na enige tijd redacteur bij deze kranten. Hilario publiceerde daarnaast ook gedichten in Spaanstalige publicaties als La Vanguardia, El Ideal en Comalidacion Nacional. In 1913 publiceede Hilario ook zijn eerste dichtbundel genaamd Adelfas. Het jaar erop volgde Patria y Redencion. Met zijn gedichten won hij enkele malen een prijs. Zo werd hij in 1917 voor het gedicht Alma Española uitgeroepen tot Poet Laureate in het Spaans en in 1918 werd hij voor Ing Babai uitgeroepen tot Poet Laureate in het Kapampangan. Hilario schreef niet alleen gedichten, maar produceerde in deze periode ook diverse toneelstukken.
Zijn politieke carrière begon toen hij werd gekozen als raadslid van zijn geboorteplaats San Fernando. Van 1925 tot 1931 was Hilario secretaris van de provinciale raad van Pampanga. Eind 1931 werd Hilario namens het tweede kiesdistrict van Pampanga gekozen als lid van het Filipijns Huis van Afgevaardigden. In het Huis was hij een van de indieners van de wet voor het kiesrecht voor vrouwen. Ook was hij onder meer de auteur van de eerste Filipijnse wet voor huurders. Bij de volgende verkiezingen slaagde hij er niet in herkozen te worden en nadien was hij weer werkzaam als advocaat.
In 1938 werd Hilario door president Manuel Quezon benoemd als lid van het National Language Institute. Deze functie bekleedde hij tot eind 1941. Na de Tweede Wereldoorlog werd Hilaro in 1947 door president Manuel Roxas benoemd tot rechter van het Court of First Instance in Vigan. In 1954 volgde een benoeming tot rechter aan eenzelfde rechtbank in Tarlac, waar hij als rechter werkzaam was tot zijn pensioen in 1960. Nadien was Hilario juridisch adviseur van generaal Emilio Aguinaldo. Ook publiceerde hij het boek New Day. In 1962 door president Diosdado Macapagal werd benoemd tot lid van National Historic Institute.
Hij was getrouwd met Trinidad Vasquez en kreeg met haar vijf kinderen, van wie er een op jonge leeftijd overleed. Hilaro overleed in 1963 op 70-jarige leeftijd aan hartfalen en werd begraven in zijn geboorteplaats San Fernando. Na zijn dood publiceerde zijn familie in 1968 nog een bundel met zijn Spaanstalige gedichten onder de naam Himnos y Arengas en een bundel met zijn Kapampangan gedichten onder de naam Bayung Sunis. Op 27 juni 1982, op zijn 90e geboortedag onthulde het National Historical Institute samen met San Fernando en Bacolor een monument ter ere van Hilario.